# فسا
فَسا (به پارسی میانه: پسا) یکی از شهرهای استان فارس و مرکز شهرستان فسا است.شهرستان فسا از نظر وسعت شهری ، و جمعیت شهر نشینی ، بزرگترین شهرستان جنوب و شرق استان فارس میباشد.زبان اصلی شهرستان فسا ، زبان فارسی با لهجه ی فسایی (چیزی بین زبان شیرازی و کرمانی) میباشد. اطراف فسا ، باز بوده و دشت های وسیع و حاصلخیز و باغات مرکبات و کشتزارهای گندم ذرت و محصولات جالیزی را شامل میشود و فرمانداری ویژه فسا ، سرپرستی چندین شهر دارای شهرداری ، از جمله زاهدشهر ، میانشهر ، ششده و نوبندگان را تحت پوشش دارد. فسا از ابتدا شهر بوده و قدمت آن دست کم به زمان هخامنشیان برمی‌گردد که در آن زمان نام این شهر پسه یا پسا بوده که به فسا تبدیل می‌شود. فسا به شهر بهارنارنج گندم و انبار غله ی هخامنشیان معروف بود است. و در زمان حمله مغول به ایران موقعیت خود را حفظ نموده است ولی بافت شهر مقداری تغییر کرده است.
فسا در منطقهٔ نیمه‌خشک معتدل قرار گرفته است. بیش‌ترین درجه حرارت در تابستان‌ها به حدود ۴۲ درجه بالای صفر و کم‌ترین آن در (زمستان‌ها به ۶-درجه سانتیگراد زیر صفر می‌رسد و میزان بارندگی آن به‌طور متوسط حدود ۳۲۰ میلی‌متر در سال است.
اقتصاد فسا برپایه باغ داری، دامپروری وکشاورزی تجارت بازاری استوار است. وجود باغات انار و مرکبات در فسا متداول است. شهرستان‌های خفر، جهرم، داراب، سروستان، خرامه و استهبان در همسایگی فسا قرار دارند. شهرستان فسا در مسیر بزرگراه ترانزیتی شیراز به بندرعباس واقع شده است و همین اصل آن را به شهری استراتژیکی و پررونق تبدیل کرده است.فسادر مسیر سه استان فارس ، استان کرمان و استان هرمزگان قرار دارد.شهرستان فسا دارای یکی از اولین فرودگاه های استان فارس پس از شیراز میباشد و خط آهن شیراز،فسا،گلگهرسیرجان با پیشرفت ۶۰ درصدی در حال احداث میباشد. ساخت نیروگاه برق خورشیدی فسا در سال ۱۴۰۳ شمسی  با حضور مقامات کشوری و استانی از جمله وزیر نیرو استاندار فارس و نماینده فسا در  مجلس شورای اسلامی و مقامات شهرستان فسا آغاز گردیده است.

## نام
در کتیبه‌ها و سنگ نوشته‌های پرسپولیس از فسا با نام «پشی‌یا» یا «بشی» یاد شده است. جرج کامرون بر اساس مفاد لوح شماره ۵۳ از الواح گلی تخت جمشید، محل شهر «پشی‌یا» یا «بشی‌یه» را منطبق بر محل کنونی شهر فسا می‌داند. واژه «بشی‌یه» در واقع صورت عیلامی واژه پسا می‌باشد. این واژه به دلیل عدم وجود حرف «پ» در زبان عربی، پس از ورود اعراب و تبادلات فرهنگی به صورت «بسا» و گاهی نیز «فسا» تلفظ و ثبت گردید. فسا در لغت نیز به معنی «محل سکونت و قرارگاه» یاد شده است. محققان برای واژهٔ فسا معنی شهر پارسیان را نیز شمرده‌اند.

## تاریخ

### پیشینه
در باب سازنده یا سازندگان و زمان ایجاد شهر فسا، اقوال مختلفی در کتابهای تاریخی و جغرافیایی بیان گردیده که عمدهٔ آنان بنای شهر را به عهد شاهان اساطیری (پیشدادیان و کیانیان) مربوط دانسته‌اند. حمدالله مستوفی در نزهةالقلوب در یک جمع‌بندی از نظرات پیشینیان خود در مورد زمان و سازندگان شهر فسا می‌نویسد:
«در اول «پسابن طهمورث» دیو بند ساخته بود، خراب شد. «گشتاسب بن لهراسب کیانی» تجدید عمارتش کرد و نبیره‌اش «بن اسفندیار» به اتمام رسانید ودر آخر، «ساسان» آن را نام کرد… در اول مثلث بود تا به عهد «حجاج بن یوسف ثقفی» عاملش «آراد مرد» به فرمان او از شکل بگردانید و تجدید عمارت کرد و چون از شبانکارگان خرابی یافت «اتابک چاولی» باز مأمور گردانید. شهری سخت بزرگ بوده واَعمال و نواحی بسیار دارد.»

### دورههخامنشیان
در زمان هخامنشیان شهر فسا و نواحی اطرافش پررونق و آباد بوده، چنان‌که مطابق الواح گلی تخت جمشید، «اَرتَخم» حاکم فسا، مزد ۱۵۰ کارگری که در بشی‌یا (فسا) و کبرپیش (خفر) کار می‌کردند از خزانه‌دار کل پارس «راتی بیندا» خواسته است.

### دوره ساسانیان
در دوره ساسانیان، از یک سو وجود بقایای شهر، دژ و آتشکده ساسانی و از سوی دیگر حضور فساییان در امور سیاسی و فرهنگی آن زمان نشانگر آن است که فسا در دوره ساسانیان از جایگاه و رونق خاصی برخوردار بوده است، چنان‌که قاضی القضات انوشیروان، فسایی بود و در همین دوران «زرادشت بن خرگان» عقاید خود را در قالب (دریست دین) در ایران و روم منتشر کرد و تزلزل جدی در نظام طبقاتی ساسانی به وجود آورد. به‌طور کلی در دوران ساسانی و مقارن ظهور اسلام، شهر فسا به عنوان بزرگ‌ترین شهر کوره دارابگرد به‌شمار می‌آمده.

### پس از اسلام

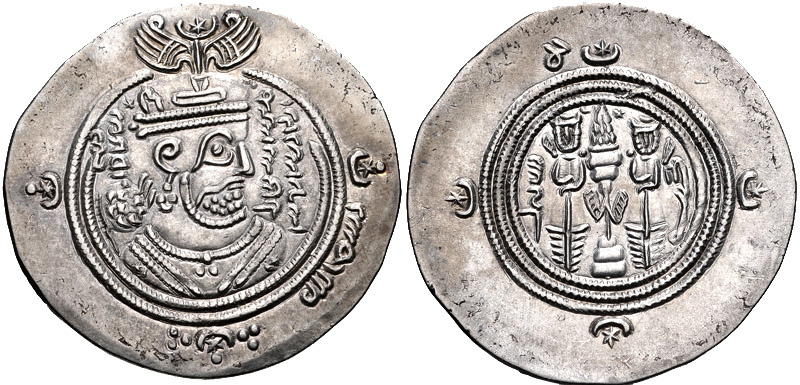
یک سکه مربوط به دوران اسلامی یافت شده در فسا

فسا در سال ۱۷ هجری پس از نبردی سهمگین به دست مسلمانان فتح گردید و «ساری بن زنیم» و پس از آن «آزادمرد» (شاید ایرانی بوده که نام فارسی داشته) به حکومت فسا منصوب شدند.
در قرن اول هجری فسا مرکز ضرب سکه بود. وجود رفاه، امنیت و توسعه اقتصادی شاخصه ای بود که در تمامی نوشته‌های سیاحان و جغرافی دانان مسلمان داخلی یا خارجی این دوران به فسا نسبت داده شده است. این جغرافی دانان ضمن بررسی ویژگیهای محصولات و مصنوعات فارس در مورد تولیدات و صادرات فسا می‌نویسند:
«از فسا انواع جامه‌ها و نیز طراز چند رنگه زر بفت که در سایر نواحی دنیا مانند آن وجود ندارد و پارچه‌های پر نقش و نگار، پارچه‌های پشمی مخصوص لباس خلفا و رجال دولت، پرده‌های نقاشی و قلابدوزی، سراپرده‌های ابریشمی و چرمی، زیلو، سجاده، گلیم، سفره‌ها، خیمه و خرگاه، مندیل‌های شرابی، فرشهای عالی، مواد رنگ کردن پارچه‌ها و جز آن، به نواحی مختلف و بخصوص بغداد صادر می‌گردد.»
«گای لسترنج» نیز در کتاب جغرافیای تاریخی سرزمین‌های خلافت شرقی می‌نویسد:
«شهر فسا در قرن چهارم، دومین شهر مهم ولایت دارابگرد بود و از حیث بزرگی با شیراز برابری می‌کرد. ساختمان‌هایی نیکو داشت و چوب‌هایی که در ساختمان‌های آن بکار می‌بردند از درخت سرو بود. هوایی سالم و بازارهایی معمور با قلعه و خندق و حومه ای وسیع که تا بیرون شهر کشیده می‌شد و رطب، بادام و اترج و میوه‌های دیگر آن فراوان بود … در فسا انواع زری‌هایی که نام پادشاه به رنگ آبی و سبز مانند پرطاووس در آن بافته می‌شد تهیه می‌شد و شهر فسا به ساختن پارچه‌هایی از موی بز و پارچه‌های بافته شده از ابریشم خام و نیز تهیه قالی وگلیم، سفره و دستمال، پرده‌های قلابدوزی (مخصوصا به رنگهای پر طاووسی که در میان گلابتون بافته می‌شد) شهرت فراوان داشت. موادی که برای رنگ کردن پارچه‌ها استعمال می‌شد و نیز فرشهای نمد، خیمه و خرگاه نیز از فسا صادر می‌شد»
به دلیل مساجد مروج افکار اسماعیلیه، نقش ارسلان بساسیری در تضعیف خلافت عباسی، جابجایی در سلسله‌ها، هرمهای قدرت و… این شهر مورد هجومهای ویرانگرانهٔ سلجوقیان، شبانکاره‌ها و دردوران بعد افغانی‌ها قرار گرفت و چون طی آنها «هر که را خواستند کُشتند و آنچه را توانستند برداشتند» شهر فسا رو به ویرانی نهاد ولی به مرور به دلیل موقعیت جغرافیایی و طبیعی خود دوباره توانست در دوره صفویه و افشاریه به رونق برسد.

### دوره صفویه تا قاجار
شواهد حاکی از آن است که بنیاد کالبدهای شهری فسا (حمام متل، مسجد جامع، مسجد حوض ماهی، بازار و…) در دوره صفویه ایجاد و در دوران افشاریه رو به گسترش و تعالی گذاشته است. نکته حائز اهمیت در مورد بافت کالبدی شهر فسا، وجود نوعی شهرسازی شتابان یا ساخت و ساز با دید دفاعی، امنیتی است. مردم فسا در قیام سیداحمدخان جهرمی در اواخر صفویه حضور داشتند.
خاندان قوام‌الملک در دورانِ قاجاریه نقش اساسی در تخریب و ویرانی فسا ایفا نمودند. علاوه بر تغییر نقش شهر و مسیرهای ارتباطی، بیماریهای همه گیر، قحطی‌ها، وجه‌المصالحه قرار گرفتن فسا در بازیهای سیاسی قوام و ایلات خمسه با دولتمردان فارس و ایران، ناامنی‌ها و چپاول از مهم‌ترین عوامل ویرانی و کاهش رونق فسا در زمان قاجار بودند.

## جغرافیا

### موقعیت جغرافیایی
قرار گرفتن در مسیر شیراز به بندرعباس، قرار گرفتن در مرکز استان فارس و دسترسی سریع به مرکز استان و همچنین استان‌های کرمان و هرمزگان این شهر را از یک موقعیت راهبردی برخوردار کرده است. شهر فسا در ارتفاع ۱۴۰۰ متری از سطح دریا قرار گرفته و بلندترین نقطه این شهرستان خرمن‌کوه در کنار روستای کچوییه با ۳۱۸۵ متر ارتفاع است. به‌طور کلی نزدیک به ۴۰ درصد از وسعت شهرستان فسا دشت و بقیه کوهستانی است.

### تقسیمات کشوری

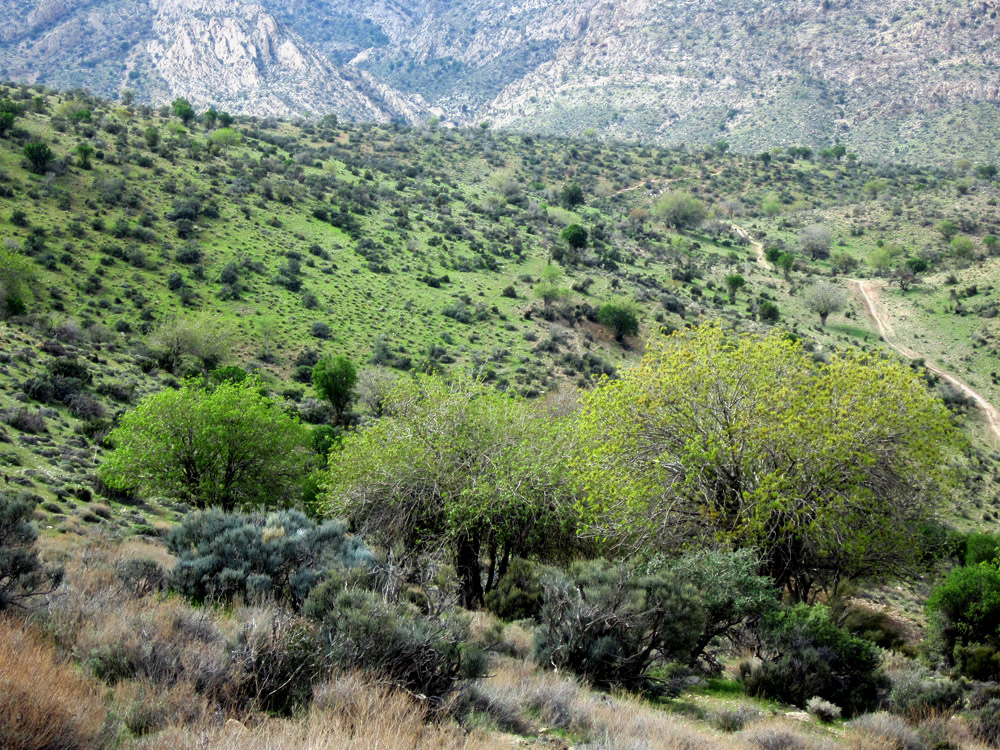
طبیعت فسا

فسا مرکز شهرستان فسا است. تأسیس فرمانداری شهرستان فسا در سال ۱۳۱۶ همزمان با تأسیس فرمانداری شیراز و اولین شهرهای کشور انجام شد. شهرستانهای جهرم، داراب، استهبان و نی ریز بخشهایی از شهرستان فسا را تشکیل می‌دادند. که نخست بخش جهرم در سال ۱۳۲۳ با تأسیس فرمانداری از شهرستان فسا مستقل گردید و سپس در سال ۱۳۳۵ ه‍.ش شهرستان‌های داراب، استهبان و نی ریز از شهرستان فسا جدا شدند. در حال حاضر این شهرستان شامل چهار بخش مرکزی، شیبکوه، ششده و قره‌بلاغ و نوبندگان است. دهستان‌های این شهرستان جنگل، ششده، صحرارود، فدشکویه، قره‌بلاغ، کوشک قاضی، میانده و نوبندگان و شهرهای این شهرستان علاوه بر فسا، زاهدشهر، ششده، نوبندگان، قره‌بلاغ و میان‌شهر هستند.

### آب و هوا
فسا در منطقهٔ نیمه‌خشک معتدل قرار گرفته است. بیش‌ترین درجه حرارت در تابستان‌ها به ۴۲ درجه بالای صفر و کم‌ترین آن در زمستان‌ها به ۸ درجه زیر صفر می‌رسد. به‌طور متوسط میزان بارندگی حدود ۳۲۰ میلی‌متر و رطوبت نسبی ۳۹٪ در سال است.
| داده‌های اقلیم فسا                              | داده‌های اقلیم فسا | داده‌های اقلیم فسا | داده‌های اقلیم فسا | داده‌های اقلیم فسا | داده‌های اقلیم فسا | داده‌های اقلیم فسا | داده‌های اقلیم فسا | داده‌های اقلیم فسا | داده‌های اقلیم فسا | داده‌های اقلیم فسا | داده‌های اقلیم فسا | داده‌های اقلیم فسا | داده‌های اقلیم فسا |
| ماه                                            | ژانویه            | فوریه             | مارس              | آوریل             | مه                | ژوئن              | ژوئیه             | اوت               | سپتامبر           | اکتبر             | نوامبر            | دسامبر            | سال               |
| ---------------------------------------------- | ----------------- | ----------------- | ----------------- | ----------------- | ----------------- | ----------------- | ----------------- | ----------------- | ----------------- | ----------------- | ----------------- | ----------------- | ----------------- |
| سابقهٔ بیش‌ترین °C (°F)                          | ۲۰ (۶۸)           | ۲۳ (۷۳)           | ۲۷ (۸۱)           | ۳۴ (۹۳)           | ۳۷ (۹۹)           | ۴۱ (۱۰۶)          | ۴۲ (۱۰۸)          | ۴۰ (۱۰۴)          | ۳۹ (۱۰۲)          | ۳۳ (۹۱)           | ۳۰ (۸۶)           | ۲۴ (۷۵)           | ۴۲ (۱۰۸)          |
| میانگین بیش‌ترین °C (°F)                        | ۹ (۴۸)            | ۱۳ (۵۵)           | ۱۷ (۶۳)           | ۲۳ (۷۳)           | ۲۹ (۸۴)           | ۳۴ (۹۳)           | ۳۶ (۹۷)           | ۳۶ (۹۷)           | ۳۲ (۹۰)           | ۲۶ (۷۹)           | ۱۹ (۶۶)           | ۱۳ (۵۵)           | ۳۶ (۹۷)           |
| میانگین روزانه °C (°F)                         | ۸ (۴۶)            | ۹ (۴۸)            | ۱۲ (۵۴)           | ۱۶ (۶۱)           | ۲۲ (۷۲)           | ۲۸ (۸۲)           | ۳۱ (۸۸)           | ۳۰ (۸۶)           | ۲۷ (۸۱)           | ۲۲ (۷۲)           | ۱۶ (۶۱)           | ۱۰ (۵۰)           | ۱۸ (۶۴)           |
| میانگین کم‌ترین °C (°F)                         | ۱ (۳۴)            | ۳ (۳۷)            | ۷ (۴۵)            | ۱۲ (۵۴)           | ۱۷ (۶۳)           | ۲۲ (۷۲)           | ۲۴ (۷۵)           | ۲۳ (۷۳)           | ۱۹ (۶۶)           | ۱۳ (۵۵)           | ۷ (۴۵)            | ۴ (۳۹)            | ۱۲٫۷ (۵۴٫۸)       |
| سابقهٔ کم‌ترین °C (°F)                           | −۱۲ (۱۰)          | −۲ (۲۸)           | −۳ (۲۷)           | −۲ (۲۸)           | ۷ (۴۵)            | ۱۱ (۵۲)           | ۱۶ (۶۱)           | ۱۳ (۵۵)           | ۷ (۴۵)            | ۳ (۳۷)            | −۵ (۲۳)           | −۵ (۲۳)           | −۱۲ (۱۰)          |
| بارندگی میلی‌متر (اینچ)                         | ۶۸ (۲٫۶۸)         | ۶۶ (۲٫۶)          | ۴۹ (۱٫۹۳)         | ۳۳ (۱٫۳)          | ۷ (۰٫۲۸)          | ۰ (۰)             | ۰ (۰)             | ۲ (۰٫۰۸)          | ۰ (۰)             | ۰ (۰)             | ۱۰ (۰٫۳۹)         | ۵۵ (۲٫۱۷)         | ۲۹۲ (۱۱٫۵)        |
| منبع: مای فورکست، اداره کل هواشناسی استان فارس |                   |                   |                   |                   |                   |                   |                   |                   |                   |                   |                   |                   |                   |

### پوشش سبز جنگلی (درختزار)
جنگل‌های زاگرس از منطقه پیرانشهر در کُردستان شروع می‌‌شود و در امتداد رشته‌کوه زاگرس و بختیاری تا اطراف جهرم و فسا (میان‌جنگل) در استان فارس ادامه می‌‌یابد. این جنگل‌ها با آب‌و‌هوای نیمه‌مدیترانه‌ای، از اکو‌سیستم‌های مهم و حساس در ایران به شمار می‌‌روند.

## مردم

### جمعیت
در سرشماری نفوس و مسکن سال ۱۳۹۵ شهر فسا ۱۱۰٬۸۲۵ و شهرستان فسا نیز ۲۰۵٬۱۵۷ نفر جمعیت داشت. .
| مردان | سن         | زنان  |
| ----- | ---------- | ----- |
| ۲٬۸۳۷ | ۶۵ به بالا | ۲٬۸۲۴ |
| ۱٬۲۱۶ | ۶۰–۶۴      | ۱٬۳۱۶ |
| ۲٬۱۸۵ | ۵۵–۵۹      | ۲٬۰۷۷ |
| ۳٬۰۷۲ | ۵۰–۵۴      | ۲٬۸۴۴ |
| ۳٬۱۸۲ | ۴۵–۴۹      | ۳٬۱۲۹ |
| ۳٬۳۰۴ | ۴۰–۴۴      | ۳٬۶۶۴ |
| ۳٬۲۸۳ | ۳۵–۳۹      | ۳٬۶۷۵ |
| ۴٬۴۱۴ | ۳۰–۳۴      | ۴٬۵۷۸ |
| ۶٬۳۵۷ | ۲۵–۲۹      | ۶٬۲۸۲ |
| ۶٬۱۳۱ | ۲۰–۲۴      | ۶٬۵۴۹ |
| ۴٬۸۵۵ | ۱۵–۱۹      | ۵٬۱۳۱ |
| ۳٬۷۶۸ | ۱۰–۱۴      | ۳٬۷۹۲ |
| ۳٬۴۳۱ | ۵–۹        | ۳٬۱۷۲ |
| ۳٬۸۶۸ | ۰–۴        | ۳٬۷۹۷ |

### زبان
زبان بیشینه مردم فسا، فارسی با گویش شرق فارس (گویشی بین شیرازی و کرمانی) می‌باشد و به دلیل آنکه از گذشته طوایف گوناگون در این سرزمین ساکن بوده‌اند، زبانهای پرشماری در آن رواج یافته است که از آن جمله زبان‌های تُرکی، و عربی را می‌توان نام برد. اقوام تُرک، و عرب با هم زبانان خود به زبان مادری و در محاوره با دیگر مردمان از زبان فارسی استفاده می‌کنند که این تعامل و برخورد لهجه‌ها و زبانها، تلفظهای گوناگونی از واژگان را در میان فساییها شکل داده است.

### نژاد
فسا به دلیل قدمت چند هزار ساله، موقعیت جغرافیایی و مکانی، مهاجرپذیری و هجوم مهاجمان، از دیر باز محل زندگی اقوام مختلف آریایی، سامی، ترک و … بوده و بدین لحاظ از تنوع نژادی برخوردار گردیده است. عمده مردم این شهر از فارسی‌زبانان هستند. اعراب خمسه دیگر گروه قومی قابل توجه فسا هستند که در دوره پهلوی پس از مدتها کوچ‌روی به اجبار و برخی نیز به اختیار یکجانشین گردیدند. امروزه اکثریت جمعیت برخی از روستاها و برخی از محلات شهر فسا را مانند حیدر آباد، مهدیه، کوی سلمان، شهرک طالقانی و… را اعراب به خود اختصاص داده‌اند البته هنوز گروهی اندک از عشایر عرب در مناطق مختلف شهرستان فسا به صورت کوچرو و نیمه کوچرو زندگی می‌کنند. ایل ترک اینالو دیگر گروه قومی فسا است که در دوران ناصرالدین شاه در دشت قره‌بلاغ (چشمه سیاه) سکنی داده شدند.
در مناطق اطراف فسا گروهی از مردم سیاهپوست به نام کولو زندگی می‌کنند. کولوها از ایرانیان آفریقایی‌تبار هستند. مادام دیولافوا از کسانی بود که بر روی پیشینه این قوم پژوهش‌هایی انجام داد. شماری از روستاهای فسا کولونشین است. برای نمونه تعداد زیادی از کولوها در یکی از این روستاها به نام سنان زندگی می‌کنند.

### دین و مذهب
بیشینهٔ مردم فسا مسلمان و شیعه مذهب هستند. مردم فسا پیش از ظهور اسلام همانند مردم سایر نقاط ایران زرتشتی بودند. وجود چندین آتشکده در اطراف فسا، حاکی از رونق دین زرتشت در آن دوران است.

### مشاهیر
- زردشت فرزند خورگان زاده روستای تاریخی خورنگان استاد مزدک
- ابوعلی نحوی فارسی، مؤلف ۳۲ عنوان کتاب – قرن سوم ه‍.ق
- روزبهان بقلی فسایی، مؤلف ۲۸ عنوان کتاب قرن ششم ه‍.ق
- ابوعبدالله نصر بن محمد صاحب تفسیر ابن مریم – قرن ششم ه‍.ق
- سید محمد رضوانی (سید الواعظین) از شاعر ان مشروطه‌طلب
- ارسلان بساسیری، فاتح بغداد در قرن ششم
- حسن دیلمی از پزشکان نامی و طبیب مخصوص بهاءالدوله دیلمی
- میرزا حسن حسینی فسایی، صاحب فارسنامه ناصری
- خواجه ابوالحسن فسایی از شاگردان درویش عبدالمجید خطاطی
- میرزا لطف‌الله فسایی نقاش
- عبدالرحمن صوفی رازی، ریاضی‌دان، منجم و مؤلف
- احمد بهشتی نماینده فارس در مجلس خبرگان رهبری
- مرتضی جاویدی معروف به اِشلو، فرمانده گردان فجر در دفاع مقدس.
- منصور رستگار فسایی، نویسنده
- محسن کدیور، نویسنده، اندیشمند دینی، و استاد پژوهشی دانشگاه دوک آمریکا
- علیی اصغر حکمت وزیر فرهنگ سابق
- سرتیپ تیمسار علی اصغر جمالی، فرمانده و جانشین فرمانده نیروی زمینی ارتش جمهوری اسلامی ایران در دوره جنگ تحمیلی
- حبیب‌الله سیاری، دریادار تکاور و فرمانده سابق نیروی دریایی ارتش جمهوری اسلامی ایران
- ابوتراب خسروی، نویسندهٔ معاصر ایرانی و برنده هفتمین دوره جایزه ادبی جلال آل احمد

## علم و فرهنگ
در سال ۱۳۹۵ در شورای فرهنگ عمومی شهرستان فسا ۱۹ فروردین ماه به‌عنوان "روز فسا "مصوب شد که اولین دوره آن با محوریت دانشمند فرزانه " ابوعلی نحوی فسوی " پاس داشته شد و امسال نیز به ابعاد شخصیت ارسلان بساسیری یکی دیگر از مفاخر و مشاهیر شهرستان فسا که در قرن ۵ هجری قمری می‌زیسته است پرداخته شد.

### دانشگاه‌ها
فسا شهری دانشگاهی است و دانشگاه‌های این شهر از نظر آموزشی و پژوهشی دارای رتبه بالایی هستند

فسا قطب علم و دانش و قطب پزشکی در جنوب فارس است
- دانشگاه فسا

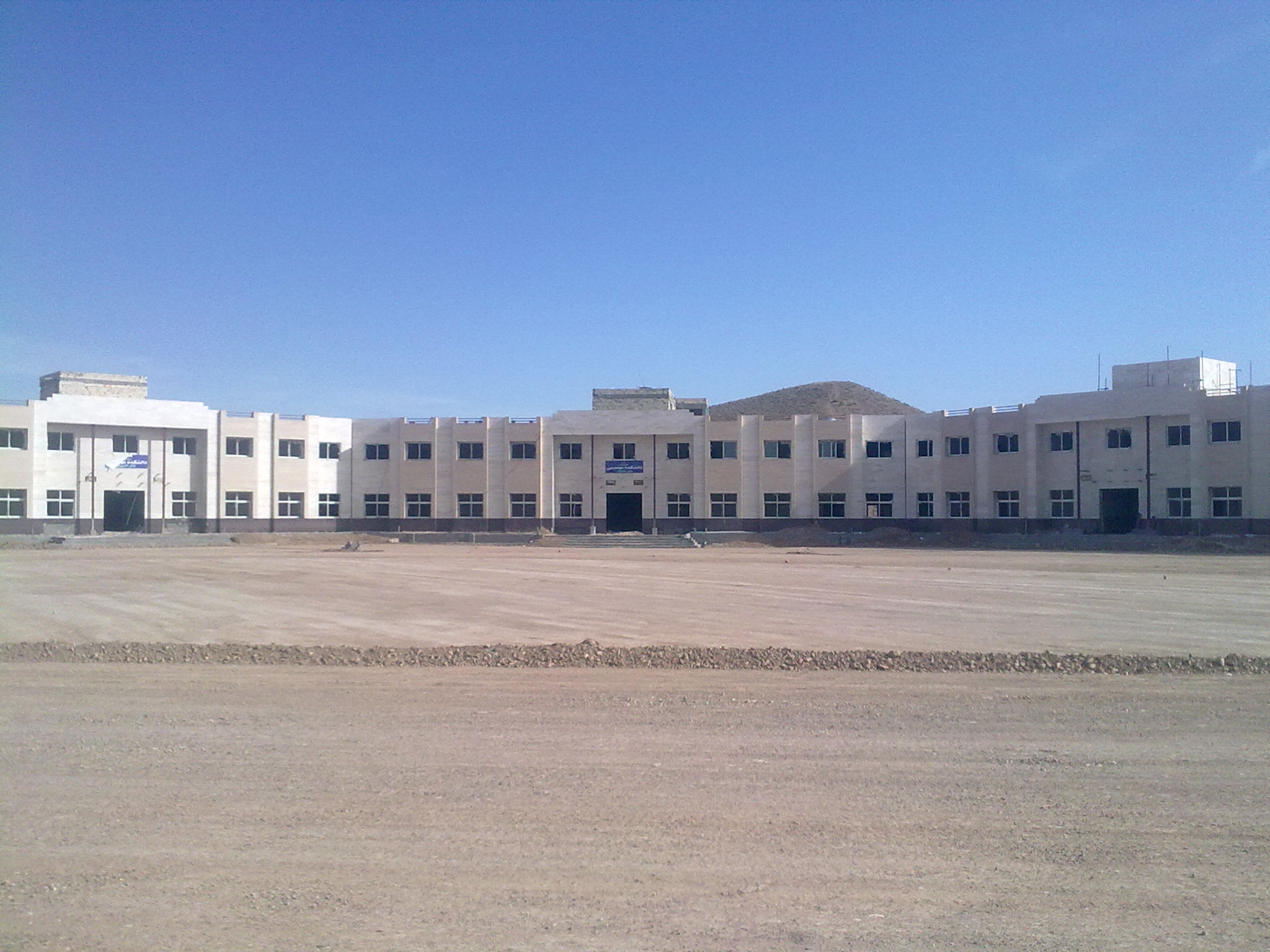
دانشگاه فسا

- دانشگاه علوم پزشکی فسا: دارای رشته‌های پزشکی، پیراپزشکی، بهداشت و پرستاری و مامایی است.
- دانشگاه آزاد اسلامی واحد فسا
- دانشگاه پیام نور واحد فسا
- آموزشکده فنی و کشاورزی فسا
- دانشگاه جامع علمی کاربردی مانی ماس
- دانشگاه آزاد واحد زاهدشهر
- دانشگاه پیام نور واحد زاهدشهر
- دانشگاه آزاد واحد ششده
- دانشگاه پیام نور واحد ششده

## تاریخچه

### موزه
- موزه فرهنگ فسا

موزه فرهنگ فسا موزه‌ای در شهر فسا، استان فارس است. این موزه در دبیرستان ماندگار محمدتقی ذوالقدر فسایی (تأسیس ۱۳۱۷)در زمینی به مساحت ۴٬۰۰۰ مترمربع و با هزینه ای بیش از ۸۰۰ میلیون تومان با کمک نیکوکاران و… در سال ۱۳۹۶ به بهره‌برداری رسید. این موزه دارای ۸ گالری شامل بخش فناوری، باستانی و تاریخی، نویسندگان فسایی و مشاهیر، مردم‌شناسی، سنگ و سنگواره، باغ و درختان و نگارخانه است. سالانه بیش از ۷ هزار نفر از این موزه بازدید می‌کنند.

### رصدخانه
رصد خانه و مرکز علمی شهرداری فسا، به عنوان بزرگ‌ترین رصد خانه آماتوری جنوب ایران با سال تأسیس ۱۳۷۸ در وروری فسا از سمت شیراز و بر فراز تپه باستانی کدیوری واقع شده است. این مجموعه شامل اتاق تلسکوپ، اتاق افلاک نما و سالن برگزاری کلاس‌های آموزشی است.
گروه نجوم این مرکز در سال ۱۳۸۶ به عنوان «برترین گروه نجوم کشور» و در سال‌های ۸۵٬۸۶و۸۷ به عنوان «قوی‌ترین گروه رویت هلال ماه» در کشور شناخته شد و در همین راستا چندین رکورد جهانی و ملی را به ثبت رسانده‌اند که از جمله آن‌ها می‌توان به موارد زیر اشاره کرد:
1. رویت نازکترین هلال ماه در اسفند ۱۳۸۴ در شهرستان بافت واقع در استان کرمان که سبب ثبت رکورد جهانی زاویه جدایی بین ماه و خورشید و منجر به شکسته شدن حد دانژون گردید.
2. ثبت رکورد جدایی زاویه در روز، هم با چشم مسلح و هم غیر مسلح
3. ثبت رکورد وداع تا دیدار
4. ثبت اختراع دستگاه‌های ردیاب خورشیدی برای صفحات فتوولتائیک، لیزر خورشیدی، دستگاه تراش و آینه تلسکوپ توسط یکی از اعضای رصدخانه
5. ثبت پدیده نادر گذر سیاره زهره از مقابل خورشید به عنوان مهم‌ترین رخداد نجومی سال ۲۰۱۲ در ۱۷ خرداد ۱۳۹۱

علاوه بر این، گروه نجوم فسا به عنوان یکی از قوی‌ترین گروه‌های استهلال کشور هر سالِ جهت رویت ماه‌های رمضان و شوال به مناطق مرتفع در کشور از جمله ارتفاعات خرمن‌کوه و دنا اعزام می‌شود.

## جاذبه‌ها

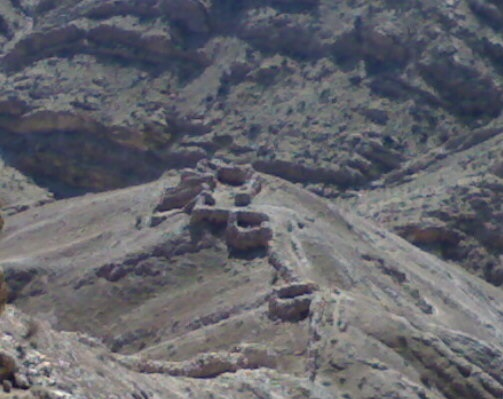
قلعه آشپزخانه ضحاک

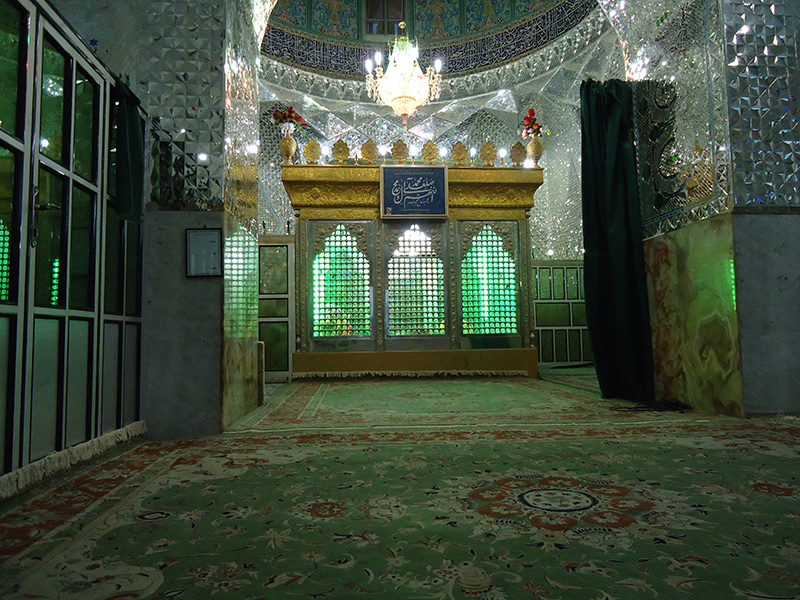
آستان شاهزاده قاسم

### جاذبه‌های تاریخی
1. خانه تاجر فسایی
2. موزه فرهنگ فسا اولین موزه چند منظوره ایران.
3. طاق کتیبه شهرداری قدیم فسا
4. باغ کدیوری فسا با قدمت بیش از دویست سال
5. باغ زاهدی فسا با قدمت بیش از یکصد سال
6. تل ضحاک که از آثار ما قبل اسلام است و ویرانه‌های شهر باستانی فسا در روستای خیرآباد است که از عهد پیشدادیان به جا مانده و این شهر تا قرن هفتم آباد بوده است که آثار باستانی زیادی بر اثر کاوش در اطراف آن به‌دست آمده و در موزه‌های کشور نگهداری می‌شود.
7. قلعه آشپزخانه ضحاک مربوط به دوره اشکانیان - دوره ساسانیان در نزدیکی تل ضحاک
8. آثار شهری مربوط به دوران ساسانیان در حوالی روستای تنگ کرم واقع در ۱۵ کیلومتری شهر فسا به نام شهر ازبرا، مص و.. وجود داشته که آثار و بقایایی از آن باقی است.
9. تل نعلکی واقع در جنب روستای جلیان از بخش نوبندگان که قبور ماقبل تاریخ بوده و از لحاظ مهرپرستی بررسی و اهمیت است.
10. آتشکده ساسانی که عوام آن را سنگ قنبر (سنگ سلمان) می‌نامیدند به طول ۲ متر و عرض ۰٫۵ متر که خطوط گران‌بهایی روی آن حک شده و برخی آن را مربوط به دروازه شهر فسا در زمان ساسانیان بوده است.
11. آتشکده سامانی مربوط به دوره ساسانی واقع در ۱۵ کیلومتری شمال فسا (غمپ آتشکده)که در اصل خنب آتش‌کده بوده و در گویش محلی غمپ یا قمپ بدان می‌گویند.
12. ساختمان نقاره خانه واقع در اول بازار شهر فسا مربوط به دوران قاجار می‌باشد.
13. قلعه دختر واقع در روستای زنگنه
14. منطقه باستانی کوزه گرخانه (واصل آباد)، آثار باستانی تنگ مج و تنگ موردی، تل نخودی و اتلال مجاور آن (کوشک قاضی)، تل سیاه (فدشکویه) و کوه نقاره خانه در امتداد آن تنگ خمار (سنان) و چاه‌های سنگی در ارتفاعات مجاور سنان، بقعه سید شمس الدین (عهد صفوی)، بقعه زاهد کبیر در زاهد شهر (عهد مغول)، ساختمان نقاره خانه (شهربانی قدیم = خیابان محمدی)

### اماکن مذهبی
1. امامزاده اسماعیل
2. امامزاده حسن
3. شاهزاده قاسم (از نوادگان عقیل بن ابی‌طالب و علی ابن ابی‌طالب در شهر فسا)
4. امامزاده شاه ابوالفتح
5. امامزاده شیخ صالح نوه حسن بن علی بن ابی‌طالب واقع در روستای غیاث‌آباد
6. امامزاده پیر کهمره صحرارود
7. امامزاده سید شمس الدین
8. امامزاده حسن روستای کچویه
9. امامزاده ابراهیم خورنگان
10. تعزیه میدانی روستای صحرارود
11. امامزاده شهیدان امیرحاجیلو
12. امامزاده سید حاجی شهر قره بلاغ
13. امامزاده ابراهیم ششده
14. تپه نورالشهداء

### جاذبه‌های طبیعی
1. منطقه حفاظت‌شده میان‌جنگل
2. کوه خرمنکوه واقع شده در کنار روستای کچویه
3. پارک تفریحی آزادی
4. تپه کدیوری
5. گردشگاه چهل چشمه
6. منطقه جنگلی بهشت کوثر
7. کوه و چشمه دره شور قاسم‌آباد

## ساختار شهری

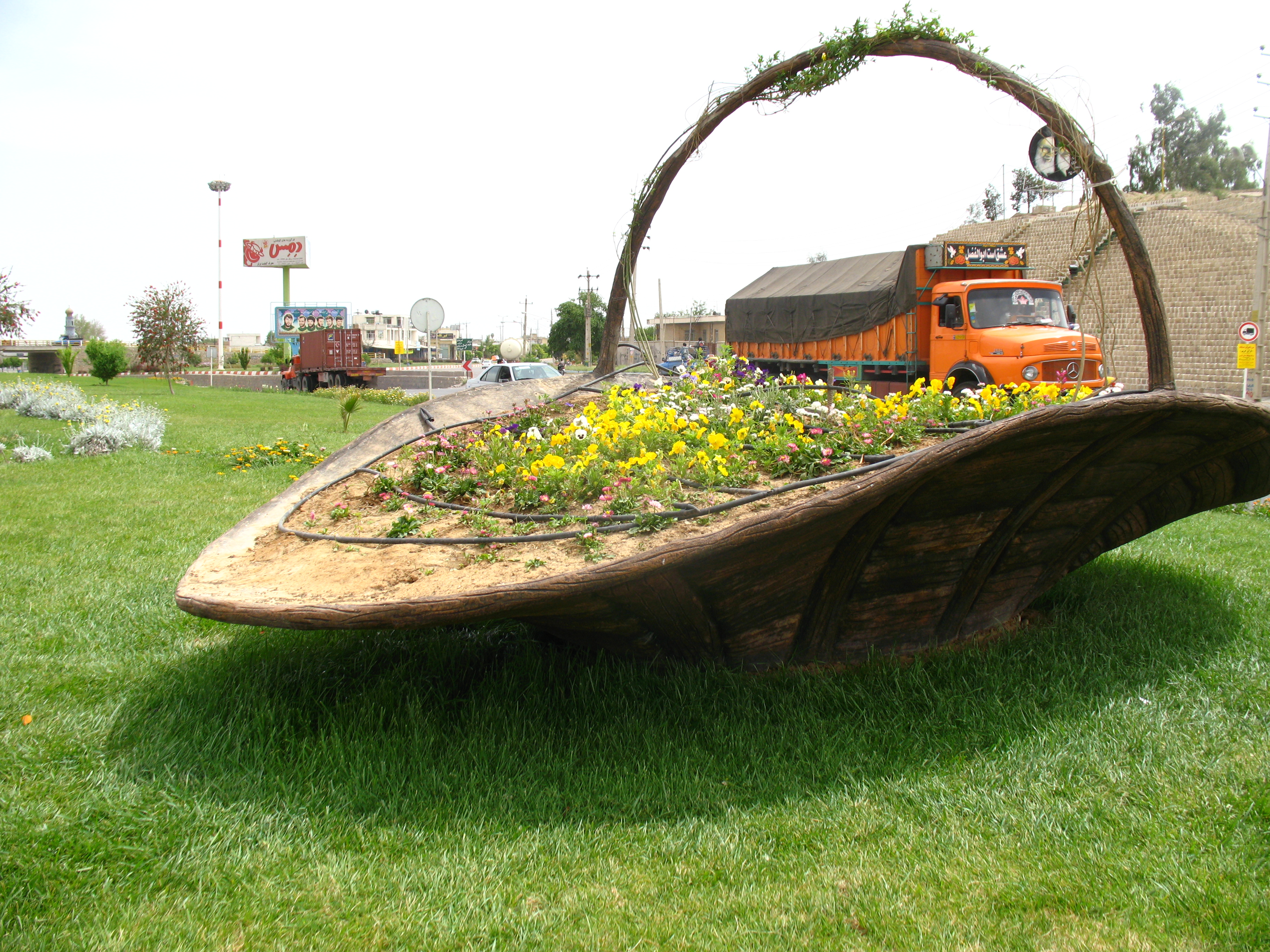
ورودی فسا

### هتل‌ها و مراکز اقامتی
- هتل آپارتمان آویژه
- مهمانسرای جهانگردی فسا

- خانه مسافر دارای سوئیت و اتاق
- اقامتگاههای بومگردی در داخل شهر و مناطق خوش آب و هوا از جمله دستجه میانجنگل فسا و غیره
- اقامتگاه با امکانات رفاهی کامل در امامزاده اسماعیل فسا

### ورزشگاه‌ها
- ورزشگاه انقلاب فسا
- ورزشگاه جنوب فسا

### پارک‌ها
- باغ ملی
- باغ کدیوری
- پارک شهر
- پارک جام جم
- پارک کودک
- پارک فجر
- پارک آزادی
- پارک سما
- پارک جهاد کشاورزی
- پارک ترمینال

- پارک آدینه
- پارک کتاب
- پارک دانشجو
- پارک ناصرخسرو
- پارک بعثت
- پارک فردوسی
- پارک بزرگ بانوان
- بزرگ ترین پارک این شهر پارک آزادی است
- مهم ترین مکان تفریحی این شهر باغ کدیوری هست که سالانه مسافران زیادی را به خود جذب می کند

### مراکز نظامی
تیپ تکاور انصارالحجه
لشکر ۳۳ المهدی فارس متعلق به سپاه پاسداران انقلاب اسلامی مرکز حضور اهالی فسا در جنگ تحمیلی بود که پس از پایان جنگ به دو تیپ تکاور انصارالحجه فسا و تیپ مخصوص ۳۳ المهدی (عج) جهرم تقسیم گردید.

## اقتصاد و صنعت

### کشاورزی
گندم
فسا از نظر کشاورزی شهری پررونق است به‌طوری‌که فسا را شهر گندم می‌دانند. با توجه به آب و هوای مناسب، وجود نخل‌های گرمسیری و درختان گردو و باغات مرکبات از قبیل پرتقال، نارنگی، انار، پسته، بادام، گردو و نارنج در این شهر متداول وبه‌طور گسترده است. و کشت باقله بانیان نیز متداول است کشت پنبه نیز در فسا رونق فراوان داشته است و به تازگی کشاورزان به کشت زعفران نیز روی آورده‌اند.

### منطقه ویژه اقتصادی فسا
منطقه ویژه اقتصادی فسا که در پانزدهم اردیبهشت ۱۴۰۰ به تصویب رسیده است با گرایش صنایع تبدیلی کشاورزی، فرصتی است برای کاهش هدر رفت تولیدات، برنامه پذیر شدن تولید، ایجاد زمینه صادرات و بالا رفتن اشتغال و درآمد بهره‌برداران این بخش است.
فاز نخست منطقه ویژه اقتصادی فسا در زمینی به مساحت۱۰۰ هکتار تأمین شده که قابل گسترش به بیش از ۱۰۰۰ هکتار است و همین‌طور کلیه زیرساخت‌های لازم در حوزه‌های مختلف از جمله در حوزه آب، راه، گاز، مخابرات و جاده دسترسی در این سایت فراهم شده است.

### پایانه محصولات کشاورزی
مجتمع بزرگ گلخانه‌ای فسا، شامل ۱۳ هکتار گلخانه، سالن سورتینگ، سالن سردخانه، انبارهای کالا، سالن‌های بسته‌بندی، سالن‌های غذاخوری کارکنان و بزرگ‌ترین پایانه محصولات کشاورزی در استان فارس می‌باشد.

### انبار نفت
انبار نفت فسا بعد از انبار نفت تندگویان شیراز بزرگ‌ترین انبار نفت استان فارس می‌باشد و احداث سایت این طرح در ۱۵ هکتار از اراضی شهرستان فسا با ظرفیت ۸۰ میلیون لیتر امکان اشتغال برای بیش از ۳۰۰ نفر به صورت مستقیم و ۱۷۰۰ نفر غیر مستقیم را فراهم خواهد آورد.

### دامداری
دامداری پس از کشاورزی دومین پایه اقتصاد فسا است. انواع فرآورده‌های دامی و لبنیات، پشم، پوست، گوشت، از تولیدات بخش دامداری این شهرستان است.

### محصولات و سوغات
کماچ یا نان فسایی و نان کنجدی شاخص‌ترین ارمغان و اصلی‌ترین سوغات شهرستان فسا محسوب می‌شود.
گلیم، گبه، جاجیم، لیموترش، پرتقال، نارنج، نارنگی، انار، گردو، پسته، پسته کوهی (بنه) و صنایع دستی از دیگر سوغاتی‌های این شهر هستند.
گندم‌با یا آش گندم که از گندم مرغوب فسا تهیه می‌شود.

### کارخانه‌ها
- کارخانه قند فسا (تأسیس ۱۳۳۳) کارکنان ۲۵۰ نفر[۱۴]
- شرکت لبنیات مانی ماس (تأسیس ۱۳۶۶) کارکنان ۷۰۰نفر[۱۵]
- شرکت آرد فسا (تأسیس ۱۳۶۷) کارکنان ۵۵ نفر[۱۶]
- شرکت لبنیات پانل (تأسیس ۱۳۸۵) کارکنان ۳۵۰نفر[۱۷]
- شرکت لبنیات نعمتی (تأسیس ۱۴۰۱) کارکنان ۳۵۰نفر[۱۸]
- شرکت پیشگامان سازندگی فسا (تأسیس ۱۳۷۲) کارکنان ۱۸۵نفر[۱۹]
- کارخانه رب گوجه فرنگی
- ۱۶ کارخانه ذرت خشک کنی
- دو کارخانه روغن کشی زیتون
- کارخانه تولید ماکارونی
- کارخانه تصفیه وش پنبه،[۲۰]
- کارخانه صنایع لبنی
- کارگاه‌های تولید کانی غیرفلزی و صنایع دستی (بافت فرش، گلیم، حصیر، رویه گیوه و…) از صنایع این شهرستان است.[نیازمند منبع]

## بهداشت و درمان

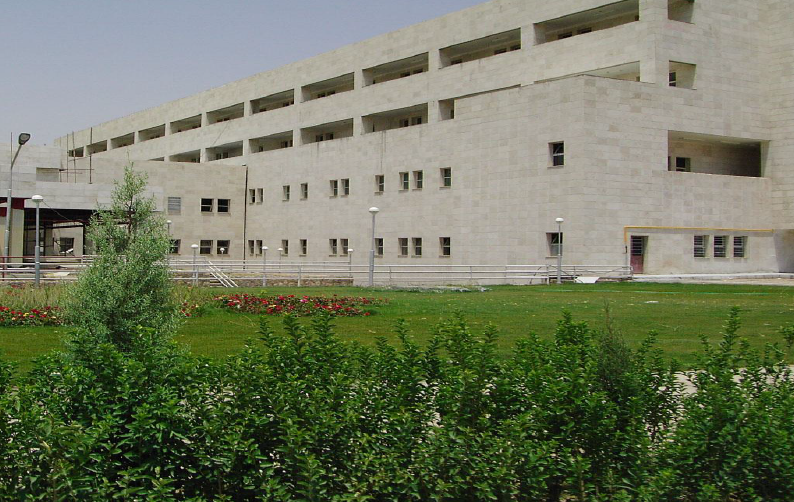
بیمارستان ولی‌عصر

### بیمارستان‌ها
شهر فسا چهار بیمارستان در حال فعالیت دارد.
- بیمارستان ولی‌عصر
- بیمارستانی آموزشی درمانی که در سال ۱۳۸۶ با زیربنای ۲۴ هزار مترمربع تأسیس شد و هم‌اکنون دارای ۳۲۲ تخت فعال است.[۲۱]
- بیمارستان دکتر شریعتی
- بیمارستانی آموزشی درمانی که در سال ۱۳۵۲ با زیربنای ۱۰ هزار متر مربع و ۵۶ تخت تأسیس شد و هم‌اکنون دارای ۱۰۲ تخت فعال است.[۲۱]
- بیمارستان امام حسین
- بیمارستانی آموزشی درمانی که عملیات ساخت آن از سال ۱۳۹۱ در زیربنای ۱۵ هزار متر مربع و ۱۸۴ تخت خواب آغاز شد و در مهر سال ۱۴۰۲ افتتاح شد.[۲۲]
- بیمارستان دامپزشکی مهر
- این بیمارستان در زمینی به مساحت ۱۰۰۰ مترمربع و زیر بنای ۵۰۰ متر مربع با سرمایه ۶۰۰ میلیون تومان توسط بخش خصوصی افتتاح گردید و دارای بخش‌های مختلف جراحی، سونوگرافی، داروخانه دامپزشکی، آزمایشگاه دامپزشکی و معاینه دام می‌باشد.[۲۳]
- مرکز غربالگری سرطان ولی عصر
- رئیس دانشگاه علوم پزشکی فسا گفت: مرکز تشخیص زود هنگام و غربالگری سرطان در فسا همزمان با افتتاح ۷۴ مرکز دیگر در سراسر کشور از طریق ویدئو کنفرانس در این شهرستان افتتاح شد.

علی اصغر خالقی، بیان داشت: این مرکز در زمینی با زیربنای یک هزار مترمربع و با هزینه ای افزون بر ۱۵میلیارد ریال در بیمارستان ولی عصر (عج) فسا احداث شده است.
وی افزود: این مرکز به دستگاه‌های ماموگرافی، آندوسکوپی، سونوگرافی و کولونوسکوپی مجهز است و افزون بر شهرستان فسا شهرستان‌های شرق استان فارس هم می‌توانند از امکانات این مرکز بهره‌مند شوند.
خالقی اضافه کرد: سرطان سینه، پوست، معده، روده بزرگ، مثانه و پروستات از سرطان‌های شایع در شهرستان فسا به‌شمار می‌آیند اما با تجهیز هر چه بهتر این مرکز می‌توانیم در امر تشخیص و پیشگیری از ابتلای افراد به این بیماری، گام‌های موثرتری برداریم

### درمانگاه‌ها
- درمانگاه حمزه (دولتی)
- درمانگاه ولی‌عصر (دولتی)
- درمانگاه دستغیب یاسایی (دولتی)
- درمانگاه فاطمیه (دولتی)
- درمانگاه دهان و دندان (دولتی)
- درمانگاه صدرا
- درمانگاه انصار (سپاه)
- درمانگاه امام جعفر صادق (بسیج)
- درمانگاه صاحب الزمان (ناجا)
- درمانگاه پروین اعتصامی (آموزش و پرورش)
- درمانگاه ۲۲ بهمن (تأمین اجتماعی)
- سلامتکده طب سنتی ایرانی (دولتی)
- درمانگاه و مرکز جراحی امام علی (ع)
- درمانگاه تخصصی فرهنگیان
- درمانگاه تخصصی خیابان فلسطین (شامل بخش های جراحی عمل های چشمی جراحی آب مروارید و لنز چشم جراحی کشکک زانو  انواع خدمات و جراحی دندان

## سیاست

### نمایندگان مجلس
فسا مرکز حوزه انتخابیه فسا در مجلس شورای اسلامی است.
اسامی نمایندگان معرفی شده از فسا در ۲۴ دوره مجلس شورای ملی (پیش از انقلاب) از قرار زیر است:
- دوره اول: بدون نماینده
- دوره دوم: بدون نماینده
- دوره سوم: سیدمحمود صدرالملک
- دوره چهارم: سید علی شیرازی
- دوره پنجم: احمد اتابکی (مشیراعظم)
- دوره ششم: محمدتقی ذوالقدر (امین‌الشریعه)
- دوره هفتم: محمدتقی ذوالقدر (امین‌الشریعه)
- دوره هشتم: بدون نماینده
- دوره نهم: حبیب‌الله نوبخت
- دوره دهم: حبیب‌الله نوبخت
- دوره یازدهم: حبیب‌الله نوبخت
- دوره دوازدهم: حبیب‌الله نوبخت
- دوره سیزدهم: حبیب‌الله نوبخت
- دوره چهاردهم: محمدتقی ذوالقدر (در جایی میرزا احمدخان مؤید قوامی نیز گفته شده است)
- دوره پانزدهم: عباسقلی عرب شیبانی (در جایی غلامحسین صاحب دیوانی نیز گفته شده است)
- دوره شانزدهم: عباسقلی عرب شیبانی (در جایی سید مرتضی حکمت نیز گفته شده است)
- دوره هفدهم: بدون نماینده
- دوره هجدهم: عباسقلی عرب شیبانی (در جایی سید مرتضی حکمت نیز گفته شده است)
- دوره نوزدهم: سید مرتضی حکمت
- دوره بیستم: سید مرتضی حکمت
- دوره بیست و یکم: سید جواد مهذب
- دوره بیست و دوم: سید جواد مهذب
- دوره بیست و سوم: مهین‌دخت مزارعی
- دوره بیست و چهارم: سید مرتضی مشیر

بعد از انقلاب اسلامی نیز فسا در تمامی دوره‌ها دارای نمایندگانی به شرح زیر می‌باشد:
- دورهٔ اول: احمد بهشتی
- دورهٔ دوم: احمد بهشتی
- دورهٔ سوم: هدایت آقایی
- دورهٔ چهارم: محمدرضا مجیدی
- دورهٔ پنجم: محمدرضا مجیدی
- دورهٔ ششم: بهیار سلیمانی
- دورهٔ هفتم: محمدحسن دوگانی آغچغلو
- دورهٔ هشتم: محمدحسن دوگانی آغچغلو
- دورهٔ نهم: محمدحسن دوگانی آغچغلو
- دورهٔ دهم: محمدجواد جمالی نوبندگانی
- دورهٔ یازدهم: حجت‌الله فیروزی

- دوره دوازدهم: حسنعلی محمدی

### فرمانداری
فرمانداری فسا در سال ۱۳۱۶ (همزمان با تأسیس فرمانداری شیراز و همچنین اولین فرمانداری‌های کشور در اولین تقسیمات نوین کشوری) تأسیس شد. فرمانداری این شهرستان در سال ۱۳۹۲ به فرمانداری ویژه ارتقا یافت. فرمانداری ویژه بخش عمده‌ای از اختیارات استانداری را دارد و تشکیلاتی است که از فرمانداری گسترده‌تر، توانمندتر و بزرگتر ولی از استانداری کوچکتر و محدودتر است.
اکنون فرماندار ویژه شهرستان فسا جناب اقای عزت الله جهانخواه است.

### شهرداری
ادارهٔ فسا بر عهدهٔ شهرداری فسا است که در سال ۱۳۰۵ جزء اولین شهرداری‌های استان فارس توسط غلامحسین کدیور تشکیل شد. مدیریت این سازمان را شهردار فسا بر عهده دارد. شهردار فسا با حکم شورای شهر فسا انتخاب می‌شود اما پیش از این با حکم وزیر کشور ایران منصوب می‌گردید. شهرداری فسا دارای درجه ۸ می‌باشد.
اکنون شهردار فسا جناب اقای سید محمد باقر ساداتی است که ایشان توسط استاندار محترم فارس و شهردار شیراز به عنوان شهردار برتر و نمونه در استان فارس انتخاب شده اند.

## ترابری

### بزرگراه
شهرستان فسا در مسیر ترانزیتی شیراز به بندرعباس و کرمان واقع شده است و همین اصل آن را به شهری استراتژیکی و پررونق تبدیل کرده است.
بزرگراه شیراز-فسا بزرگراه متصل کننده فسا به شیراز و در حال استفاده است همچنین پروژه‌های بزرگراهی فسا-داراب-بندرعباس و فسا-استهبان-نی‌ریز در حال ساخت هستند.

### راه‌آهن
هم‌اکنون مسیرهای ریلی شیراز-گلگهر با هدف اتصال شیراز به معدن گلگهر و استان کرمان از فسا می‌گذرد. طول این مسیر ۳۴۶ کیلومتر است که در ۴ فاز در دست ساخت است و شیراز را از طریق سروستان، فسا، استهبان و نی‌ریز به گلگهر متصل می‌کند.

### فرودگاه
این فرودگاه هم‌اکنون برای پروازهای سبک مانند سمپاشی کشاورزی و بالگرد فعال است اما مطالعات طرح توسعه فرودگاه، بهسازی و افزایش طول باند پروازی با هدف از سرگیری پروازهای شهری بین المللی و تجاری در حال اجرا است. این فرودگاه دارای ۱٬۹۸۲ متر باند پروازی است.